# Ceratoscopa fusca
Ceratoscopa fusca là một loài bướm đêm trong họ Noctuidae.